# Walerian Dzieślewski
Walerian Stanisław Dzieślewski herbu Ogończyk (ur. 1850 w Tarnowie, zm. 11 stycznia 1935 we Lwowie) – polski inżynier kolejowy i budownictwa

## Droga życiowa
Pochodził z ziemiańskiej rodziny Dzieślewskich, wywodzącej się od staropolskiego rodu Powałów. W średniowieczu rodzina Powałów bardzo się rozrosła i aby rozróżnić poszczególne gałęzie rodu, przybierały one przydomki od miejscowości, gdzie zamieszkiwały. Brat profesora Romana Dzieślewskiego, rektora Politechniki Lwowskiej.
Nazwisko pochodzi od miejscowości Zdzisławice v. Dziesławice Sandomierskie. Pisownia nazwiska tej rodziny, wywodzącej się ze Zdzisławic w sandomierskim ulegała rozlicznym fluktuacjom: Zdzisławski, Dzyslawsky, Dziesławski, Dzieślewski.
W okresie zaboru austriackiego staropolskie nazwisko Powała-Zdzisławski nie było używane, dopiero w odrodzonej Polsce niektórzy członkowie rodziny wracali do dawnej formy.

## Kariera
Był pionierem kolei górskich w zaborze austriackim a także miłośnikiem Tatr, w środowisku miał pseudonim Bosakier. Opracował w roku 1902 pierwszy projekt kolei zębatej (lub, jak wówczas ją nazywano, zębnicowej) ze stacji kolejowej w Zakopanem na Świnicką Przełęcz. Był to okres entuzjazmu wywołanego przez budowane wówczas w Alpach koleje zębate. Do roku 1902 było ich na terenach alpejskich 46, o łącznej długości tras 45 km. Projekt kolei zainicjował dyskusję na temat zagospodarowania Tatr i kierunku rozwoju turystyki tatrzańskiej, która trwa aż do dziś. Dzięki swoim pomysłom zyskał wielu zwolenników i tyluż przeciwników. Ostatecznie jego projekt nie został zrealizowany, dopiero w 1936 powstała, według innego projektu, kolej linowa na Kasprowy Wierch.
Był wykładowcą na Politechnice Lwowskiej, członkiem Towarzystwa Politechnicznego we Lwowie, inżynierem-elewem Kolei galicyjskiej im. Karola Ludwika.
Członek Towarzystwa Heraldycznego we Lwowie, w którym brał czynny udział w badaniach genealogicznych, spędzając długie godziny w bibliotekach. Przyjaciel Zakładu Narodowego im. Ossolińskich we Lwowie, częsty bywalec tamtejszej biblioteki.

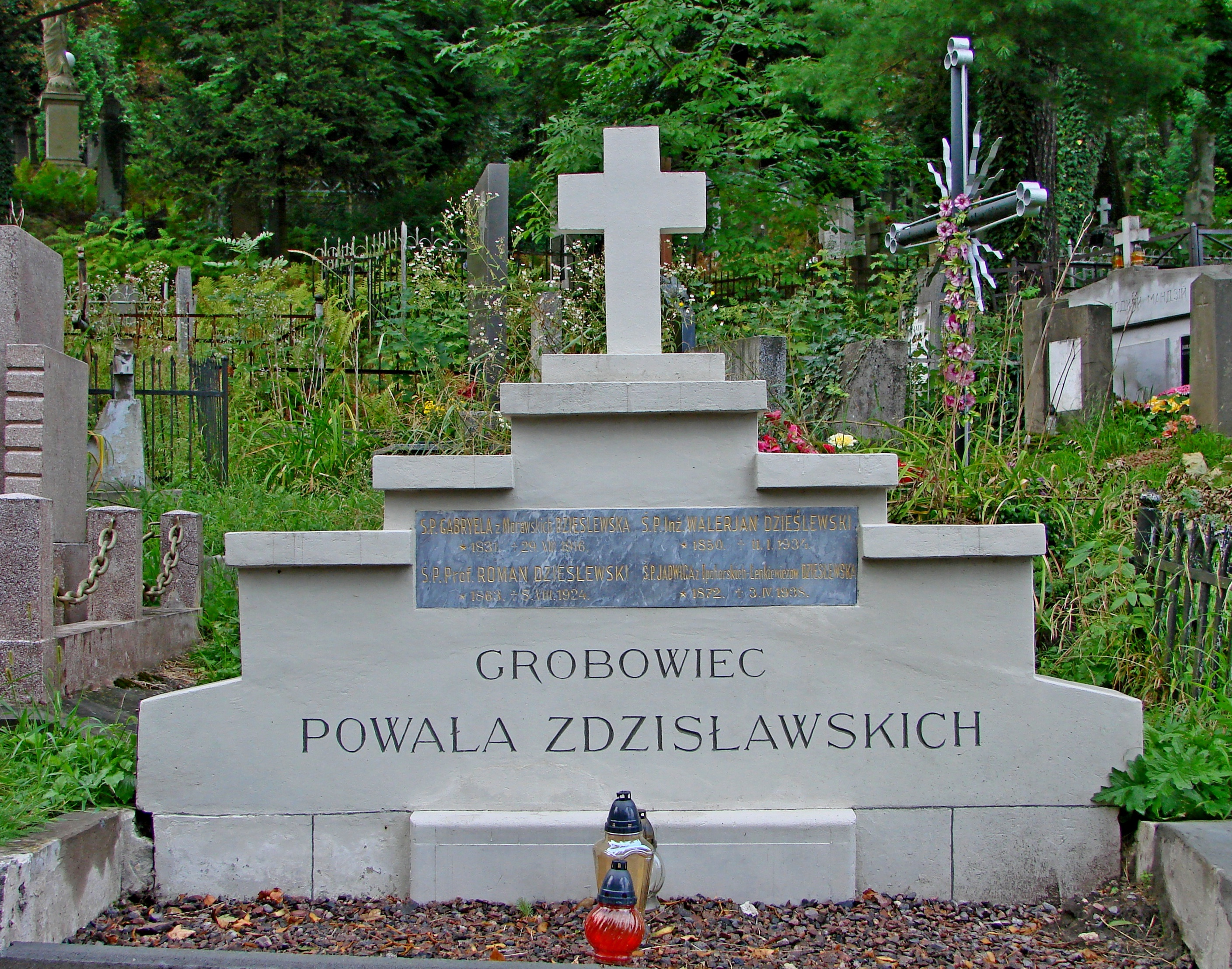
Grobowiec rodzinny Romana i Waleriana Dzieślewskich

Zmarł bezpotomnie, został pochowany na cmentarzu Łyczakowskim w grobowcu rodzinnym Powała Zdzisławskich, przy głównej alei, prowadzącej do kwatery Orląt lwowskich.

## Źródła
- Czasopismo Techniczne, rok 2, nr 7
- Artur Patek, Kwartalnik Filmowy, nr 57-58, wiosna-lato 2007: Izabella Teleżyńska. Szkic do biografii
- Andrzej Strug, Zakopanoptikon, Czytelnik, 1957
- Stanisław Łempicki, Wspomnienia ossolińskie,  Nakładem Zakładu Narodowego im. Ossolińskich, 1948, str. 103
- S. J. Starykoń-Kasprzycki, Polska Encyklopedia Szlachecka, Tom 12, Warszawa 1939, str. 311
- Miesięcznik heraldyczny. Organ Towarzystwa Heraldycznego we Lwowie, R.1, 1911, nr 3-4 str. 24, 51
- Miesięcznik heraldyczny, Tomy 7-9: Polskie Towarzystwo Heraldyczne, Towarzystwo Heraldyczne we * Lwowie: Nakł. Oddziału Warszawskiego Polskiego Towarzystwa Heraldycznego, 1914, str. 84
- Pod redakcją Zdzisława Mrugalskiego, INŻYNIEROWIE POLSCY W XIX I XX WIEKU, TOM XI, Polskie Towarzystwo Historii Techniki, Warszawa 2008, str. 108-110